# Sauvée par l'amour
 (janvier 2019).
Si vous disposez d'ouvrages ou d'articles de référence ou si vous connaissez des sites web de qualité traitant du thème abordé ici, merci de compléter l'article en donnant les références utiles à sa vérifiabilité et en les liant à la section « Notes et références ».
Sauvée par l'amour est une telenovela brésilienne de Rede Globo.
Ce feuilleton est diffusé en France sur France Ô et les chaînes d'Outremer première en 2011.
Le feuilleton à également était diffusée sur Nina Novelas en 2015.

## Synopsis
Elena est une célébrité originaire de la ville de Búzios, près de Rio de Janeiro. Les défilés de mode qu'elle enchaîne depuis l'adolescence la lassent peu à peu. 
Un millionnaire, Marcos, gravitant régulièrement dans le milieu de la mode la demande en mariage. Coureur de jupons, Marcos est fraîchement séparé de la mère de ses trois filles. L'une d'elles, la très susceptible Luciana, est de loin la plus gâtée (également mannequin, elle est fiancée à Jorge, un jeune architecte jumeau de son meilleur ami Miguel, un neurochirurgien).
Pour se rapprocher de Luciana, la jeune mariée amène celle-ci à son défilé d'adieu organisé à l'étranger. Malheureusement, leur relation ne fait que se détériorer durant le séjour. Excédée le jour du départ, Elena interdit à sa belle-fille d'embarquer dans son taxi. Le car conduisant alors la fille de Marcos et les autres mannequins tombe dans un ravin et seule Luciana se retrouve gravement blessée. Elena refuse l'intervention chirurgicale demandée par l'hôpital local et contacte son mari pour rapatrier au plus vite Luciana devenue tétraplégique.

## Distribution
- Taís Araújo : Helena Toledo
- José Mayer : Marcos Ribeiro
- Giovanna Antonelli : Dora Vilela
- Thiago Lacerda : Bruno Marcondes
- Aline Moraes : Luciana Ribeiro
- Mateus Solano : Miguel Machado
- Lília Cabral : Tereza Saldanha
- Letícia Spiller : Betina Rocha
- Bárbara Paz : Renata Ferreira
- Klara Castanho : Rafaela
- Marcello Airoldi : Gustavo Rocha
- Adriana Birolli : Isabel Ribeiro
- Paloma Bernardi : Mia Ribeiro
- Natália do Vale : Ingrid Machado
- Christine Fernandes : Ariane
- Daniele Suzuki : Ellen
- Aparecida Petrowky : Sandra Toledo
- Lica Oliveira : Edite Toledo
- Maria Luisa Mendonça : Alice Gurgel
- Nanda Costa : Soraia Vilela
- Max Fercondini : Ricardo
- Marcelo Valle : Osmar
- Roberta Almeida : Nice
- Mário José Paz : Maradona
- Nelson Baskeville : Leandro Machado
- Camila Morgado : Malu Trindade
- Rodrigo Hilbert : Felipe
- Priscilla Sol : Paixão
- Cecília Dassi : Clarisse Rocha
- Luiza Valdetero : Glória
- Paulo César Melo : Ronaldo
- Michel Gomes : Paulo Toledo
- Leonardo Miggiorin : Flávio Vilela
- Rafaela Fischer : Raquel
- Marcello Melo Junior : Benê Sampaio
- Ana Carolina Dias : Caru
- Cyria Coentro : Matilde Vilela
- Carolina Chalita : Suzana
- Claudio Jaborandy : Onofre Vilela
- Carlos Casagrande : Carlos
- Cris Nicolotti : Regina
- Caio Manhente : Gabriel
- Miwa Yanagizawa : Tomie
- Gabriela Persia : Vera
- Patrícia Carvalho : Larissa
- Bruno Perillo : Bernardo Gaudêncio
- Sandra Barsotti : Yolanda
- Thaíssa Carvalho : Cida
- Marcia Di Milla : Dalva
- Leonardo Machado : Leo
- Angela Barros : Celeste
- Patrícia Naves : Silvia Marcondes
- Gisela Reimann : Marta
- Cristina Flores : Vitória
- Úrsula Corona : Ivete
- Lionel Fisher : docteur Moretti
- Laercio de Freitas : Oswaldo Toledo
- Rogério Romero : Lucas
- Arieta Correia : Laura
- Isabel Mello : Lívia
- Hugo Resende : Marcelão
- Lolita Rodrigues : Noêmia
- Orion Ximenes : Jarbas
- Caetano Omaihlan : Alexandre
- William Ferreira : docteur Hassan Kalil
- Paulo Lessa : Mário
- Chris Moniz : Arlete
- Rafael Sieg : Neto
- Melissa Vettore : Amélia
- Natasha Haydt : Anna
- Leonardo Branchi : Celso Toledo
- Thiana Bialli : Fanny
- João Velho : Lauro
- Carina Mello : Simone
- Adriana Quadros : Dirce
- Sarito Rodrigues : Iracema
- Antônio Sérgio Firmino : André
- Bruno Mello : Walter
- Beto Naci : Afonso
- Sheila Mattos : Zilda
- Adriana Broux : Fernanda
- Débora Nascimento : Roberta Viana
- Val Perré : Cristóvão
- Adriana Zattar : Graziela
- Anna Cotrim : Marina Arruda
- Paschoal Villaboim : Antonio
- Marizabel Pacheco : Maria
- Carlos Seidl : Ary
- Ana Botafogo : elle-même
- Luiza Brunet : elle-même
- Gabrielly Nunes : Helena (enfant)
- Bianca Ramoneda : Cláudia
- André Schaefer : Fernando
- Gustavo Trestini : Marcelo
- Jitman Vibranoski : médecin
- Marise Gonçalves : Marina

## Diffusion internationale
- Rede Globo
- Tele Doce
- Canal 13
- Ecuavisa
- Andina de Television ATV
- Televicentro Canal 2
- XHIMT TV - Azteca 7
- Telemundo
- Omni1
- SIC
- Teleimedi
- Zone Romantica
- Zone Romantica
- Zone Romantica
- Zone Romantica
- Zone Romantica
- TVS
- France Ô
- La 1ère
- Nina Novelas